# جهاز بانده
جهاز بانده (به انگلیسی: Jahaz Banda) یک منطقهٔ مسکونی در پاکستان است که در خیبر پختونخوا واقع شده‌است.